# أوفي أندر
أوفي أندر (بالسويدية: Owe Ander)‏ ، مواليد 1956، باحث موسيقى سويدي يعمل في جامعة ستوكهولم ومعهد ستوكهولم للتعليم للموسيقى .حصل على الدكتوراه في جامعة ستوكهولم عام 2000 مع أطروحة حول تقنيات القياس والتركيب في السمفونيات من قبل الملحنين السويديين من القرن التاسع عشر. وكان مسؤولاً عن جرد وطني لمصادر الموسيقى القديمة في السويد. 